# Reith bei Seefeld
Reith bei Seefeld – gmina w Austrii, w kraju związkowym Tyrol, w powiecie Innsbruck-Land. Liczy 1275 mieszkańców (1 stycznia 2015).